# Markéta Tannerová
Markéta Tannerová (* 23. srpna 1956 Trutnov) je česká filmová a divadelní herečka, režisérka, producentka a spoluautorka spotů a reklam hlavně pro Armádu České republiky.

## Život a kariéra
Narodila se v Trutnově, žije v Praze. Po ukončení studia na Lidové konzervatoři rok studovala angličtinu v Londýně, kde porodila syna, dalších 14 let strávila a hrála ve Švýcarsku. Nejdůležitější milníky v jejím profesním životě je devítileté účinkování v souboru Borise Hybnera GAG, členství v divadelním souboru Sklep a osm divadelních sezón v Curyšském souboru Piccola Commedia dell'Arte hrající v Theater Stadelhofen. V roce 2004 se vrátila do Prahy i se svým synem. V roce 2014 jela se souborem Sklep do Afghánistánu, podpořit naše vojáky v tamních vojenských základnách. V roce 2018 se zúčastnila natáčení reklamního filmu Ridleyho Scotta pro značku Hennessy. Od roku 2015 se věnuje tvůrčí práci jako režisérka, producentka a spoluautorka spotů a reklam nejen pro Armádu České republiky.

## Herecká filmografie

#### Filmy
- 2000: Anděl Exit
- 2010: Občanský průkaz, Prokletá vesnice (TV film)
- 2011: Villa Faber (TV film)
- 2015: Dítě číslo 44, Rodinný film
- 2016: Málo lásky (studentský film)
- 2019: Dcera čarodějky: Hadí dar

#### TV seriály
- 2005: Ordinace v růžové zahradě, Ulice
- 2007: Trapasy
- 2008: Soukromé pasti
- 2011: Borgia
- 2012: Kriminálka Anděl, O mrtvých jen dobře (S03E06)
- 2013: Nevinné lži, Byl lásky čas (S01E08), Klukovina (S01E05), Druhý dech (S01E03)
- 2014: Legenda, Případy 1. oddělení, Smrt novináře (S01E13), Nevinné lži, Vedlejší příznaky (S02E02), Zrádce (S02E01), Škoda lásky, Divná Bára (S02E04), Kurýr, Duel (S02E07)
- 2015: Bez hranic, Expose (S03E09)
- 2016: Já, Mattoni
- 2017: Kapitán Exner, Poslední pád mistra Materny – 1. část (E03)
- 2018: Inspektor Max, Hračka (E01), Polda, Do střehu! (S03E03)
- 2019: Jak si nepodělat život, Můj bezvadnej život (E03), Walpurgisnacht

#### Dokumentární
- 2019: Rodinné případy (TV seriál)

#### TV pořady
2015: Dovolená ve starých časech